# Transmitzvah
Transmitzvah es una película de comedia dramática argentina de 2024 dirigida por Daniel Burman. Narra la historia de Mumy, una cantante transgénero que regresa a su casa para reconectar con su familia judía ortodoxa. Está protagonizada por Penélope Guerrero, Juan Minujín, Alejandra Flechner, Gustavo Bassani y Alejandro Awada. La película se estrenó mundialmente el 18 de mayo de 2024 durante el Festival de Cine de Cannes, mientras que su estreno en las salas de cines de Argentina fue el 10 de octubre de 2024.

## Sinopsis
Rubén es un preadolescente que está pronto a celebrar su Bar Mitzvah, sin embargo, está atravesando una crisis de identidad porque se identifica como mujer, lo cual genera un gran malestar en su familia judía ortodoxa. Un tiempo después, ya realizada su transición de género a mujer, Mumy, el nombre elegido para asumir su identidad femenina, en la actualidad se encuentra radicada en España, donde se dedica a cantar y bailar yiddish, pero regresa a Argentina para realizar su espectáculo en un teatro de Buenos Aires. Durante este viaje, Mumy aprovechará la oportunidad para reencontrarse con sus seres queridos y cerrar las heridas de su infancia.

## Reparto
- Penélope Guerrero como Mumy Singman
  - Milo Burgess como Rubén Singman
- Juan Minujín como Eduardo Singman
  - Franco Quercia como Eduardo Singman (joven)
- Alejandra Flechner como Miriam
- Gustavo Bassani como Sergio
- Alejandro Awada como Arón Singman
- Carlos Belloso como Papadópolus
- Damián Dreizik como Mario
- Carla Quevedo como Sandra
- Andrés Ciavaglia como Lucho 1
- Agustín Scalise como Lucho 2
- Laura Insúa como Susy
- Karina Bazan Carpintero como Mirna
- Abián Vainstein como Garfunkel
- Marina Cohen como Graciela Kohen
- Itzik Cohen

## Recepción

### Comentarios de la crítica
La película recibió críticas favorables a mixtas por parte de la prensa. Pablo O. Scholz de Clarín señaló que «Transmitzvah es una comedia con toques costumbristas, que sorprende gratificantemente por el planteo entre filosófico y religioso que exhibe». Paula Vázquez Prieto de La Nación destacó que «Burman hace algo interesante: esquiva tanto la solemnidad como el humor más facilón, para elegir un laberinto de estilos, que cruza los ecos almodovarianos con el costumbrismo argentino, a menudo bastardeado y aquí reconvertido en sus fuentes más grotescas, también más genuinas».
En una reseña para Página 12, Diego Brodersen escribió «no todo funciona en términos narrativos y el tono del relato, por momentos algo almodovariano, no siempre logra hacer pie, en particular cuando las escenas parecen organizarse de manera caprichosa». Diego Batlle de Otros cines remarcó que se trata de una historia «sin demasiadas vueltas intelectuales, con mayor apuesta a la emoción que al gag, Transmitzvah surge como una película casi siempre eficaz, aunque menos provocativa de lo que su sinopsis podía sugerir».

### Premios y nominaciones
| Premio      | Fecha del evento    | Categoría                          | Receptor         | Resultado | Ref.   |
| ----------- | ------------------- | ---------------------------------- | ---------------- | --------- | ------ |
| Premios Sur | 23 de julio de 2025 | Mejor dirección de arte            | Daniel Gimelberg | Nominado  | [ 10 ] |
| Premios Sur | 23 de julio de 2025 | Mejor maquillaje y caracterización | Alberto Moccia   | Nominado  | [ 10 ] |